# Ocean
Oceán (starogrško Ὠκεανός: Okeanós - veliko morje) je telo slane vode, ki obsega večji del hidrosfere katerega od planetov. Oceani na Zemlji prekrivajo tri četrtine površja. Globalno, povezano telo slane vode na Zemlji delijo celine in večja otočja v pet oceanov.
Ocean vsebuje 97% Zemljinih voda in oceanografi navajajo, da je bilo raziskanih le 5% svetovnih oceanov. Skupna prostornina znaša približno 1,35 milijarde kubičnih kilometrov, s povprečno globino skoraj 3700 metrov.
Ker je glavna sestavina zemeljske hidrosfere, je svet oceanov sestavni del vsega znanega življenja, del ogljikovega cikla in vpliva na podnebne in vremenske vzorce. Je habitat 230.000 znanih vrst, čeprav veliko oceanskih globin ostaja neraziskanih. Izvor oceanov na Zemlji še ni znan. Mislijo, da so nastali v obdobju had (geološki eon pred arhaikom) in so bili morda spodbuda za nastanek življenja.

## Delitev
Čeprav se te vode običajno opisuje kot več ločenih oceanov, le-te sestavljajo eno globalno med seboj povezano telo slanih vodá; imenujemo jih Svetovni ocean oziroma globalni ocean. Ta zasnova neprekinjenega vodnega telesa z relativno prostim pretokom med svojimi posameznimi deli ima bistveni pomen za oceanografijo.
Meje med oceani določa Mednarodna hidrografska organizacija; tako se Južni ocean razteza od obale Antarktike do 60. stopinj južne zemljepisne širine. Malo manjša območja oceanov so znana kot morja, zalivi, ožine, itd. Glavne meje oceanov so definirane deloma s kontinenti, različnimi arhipelagi, ter z drugimi kriteriji. Za več informacij glejte tabelo spodaj; bodite pozorni na to, da je tabela podana padajoče glede na velikost.
Glede na lego morja ločimo:
- polarna (npr. Vzhodno sibirsko),
- robna (npr.Barentsovo, Rumeno; Ohotsko),
- sredozemska (npr.Sredozemsko, Mehiški zaliv, Severno ledeno morje),
- medotoška (npr. Koralno morje)

| Rang | Ocean                 | Opombe |
| ---- | --------------------- | --- |
| 1    | Tihi                  | Mirno morje zahodno od Magellanovega preliva, uradno razmejeno na Severni in Južni Tihi ocean (razmejen z ekvatorjem) in vsebuje vode med najjužnejšima točkama Tasmanije in rtom Horn (vključuje vode Magellanovega preliva); omejen je z mejami Tasmanovega, Koralnega, Solomonovega in Bismarkovega morja, z Vzhodnoindijskem arhipelagom, z mejami Filipinskega, Japonskega, Ohotskega in Beringovega morja, z Aljaškim zalivom, z obalnimi vodami jugovzhodne Aljaske in Britansko Kolumbijo; in s Kalifornijskim zalivom.                                                    |
| 2    | Atlantski             | Morje onstran gorovja Atlas, uradno razmejeno na Severni in Južni Atlantski ocean (razmejen z ekvatorjem) in vsebuje vode med najjužnejšima točkama rtom Hornom v Južni Ameriki in Rt Agulhas v Afriki; omejen je z mejami Rio de la Plata, Karibskega morja, Mehiškega zaliva, zaliva Fundy, zaliva Sv. Lovrenca, Davisovega zaliva, Grenlandskega, Norveškega, Severnega, Škotskega in Irskega morja, z Bristolskim in Rokavskim prelivom, Biskajskim zalivom, Sredozemskim morjem in z Gvinejskim zalivom; pogosto se upošteva, da se konča severno od antarktične konvergence. |
| 3    | Indijski              | Morje južno od Indije, uradno vsebuje vode med najjužnejšima točkama Rt Agulhas v Afriki in Tasmanije, na severu je omejen z Arabskim in Lakadivskim morjem, z Bengalskim zalivom, Vzhodnoindijskim arhipelagom in z Velikim avstralskim zalivom, na jugu pa z Antarktiko; pogosto se upošteva, da se konča severno od antarktične konvergence. |
| 4    | Antarktični ali Južni | IHO ga uradno še vedno vodi kot podaljšek Tihega, Atlantskega in Indijskega oceana, razmejen je s konvergenco, ki obkroža Antarktiko. |
| 5    | Arktični ali Severni  | Morje okoli Severnega tečaja, uradno vsebuje vode severno od Grenlandskega morja, potem poteka vzhodno vzdolž 80°N do Barentsovega, Karskega morja, Morja Laptevov, do Vzhodnosibirskega, Čukotskega in Beaufortovega morja. Včasih se upošteva kot morje v Atlantskem oceanu. |

## Lastnosti
Skupna površina zemeljskih oceanov je 361 milijonov kvadratnih kilometrov, njihov skupni volumen pa znaša 1,3 milijarde kubičnih kilometrov). Vso vodo oceanov bi tako spravili v kocko s stranico dolgo 1111 km. Povprečna globina oceanov je 3790 m, največja globina pa je 10923 m. 66% zemeljske površine predstavljajo vode, globlje od 200 metrov, kamor pa niso všteta morja, ki z oceani niso povezana (npr. Kaspijsko jezero).
Modrikasta barva vode je sestavljena iz več elementov. Najbolj vplivajo nanjo raztopljene organske snovi in klorofil.
Mornarji in drugi pomorščaki so poročali, da ocean pogosto oddaja viden sijaj ali svetlikanje, ki sega daleč v noč. Leta 2005 so znanstveniki napovedali, da so prvič pridobili fotografske dokaze o tem siji. Najverjetneje ga je povzročila bioluminiscenca.

## Oceanska območja
Oceanografi delijo oceane na različna območja po fizikalnih in bioloških lastnostih. Pelagično območje vključuje vsa odprta oceanska območja in jih lahko nadalje razdelimo na območja kategorizirana po globini in svetlobnem izobilju. Fotično območje vsebuje oceane od površja do globine 200 m; je regija, v kateri se lahko pojavi fotosinteza in je torej najbolj biološko raznovrstnostna. Ker rastline potrebujejo fotosintezo, se mora življenje globlje od fotičnega območju bodisi zanašati na potapljajoči material od zgoraj ali najti drug vir energije. Hidrotermalni vrelci so primarni vir energije v območju znanem kot afotično območje (globine nad 200 m). Pelagičnih del fotičnega območja je znan kot epipelagično območje
Pelagični del afotičnega območja se lahko nadalje deli na vertikalne regije glede na temperaturo. Mezopelagično območje je najvišja regija. Njegova najbolj spodnja meja je na termoklinu 12 °C, ki je v tropih na splošno na 700-1.000 metrih. Naslednja je batipelagično območje, ki leži med 10 in 4 °C, običajno med 700-1.000 metri  in 2.000-4.000 metri. Če leži ob vrhu abisalne ravnice je abisopelagično območje, čigar spodnja meja leži na približno 6000 metrih. Zadnje območje vključuje globoke oceanske jarke in je znano kot hadalpelagično območje. To leži med 6.000-11.000 metri in je najgloblje oceansko območje.
Bentalna območja so afotična in ustrezajo trem najglobljim območjem v globokem morju. Batijalno območje zajema kontinentalna pobočja navzdol na približno 4000 metrov. Abisal zajema abisalne ravnice med 4.000 in 6.000 m. Nazadnje je območje hadal, ki ustreza hadalpelagičnemu območju, ki se nahaja v oceanskih jarkih.
Pelagično območje se lahko nadalje razdeli v dve podobmočji: na neritično območje in oceansko območje. Neritično območje zajema maso vode neposredno nad kontinentalnimi policami do višine oseke, oceansko območje pa obsega vso povsem odprto vodo.
V nasprotju s tem, obmorski pas (litoralno območje) pokriva območje med nizko in visoko plimo in predstavlja prehodno območje med morskimi in kopenskimi pogoji. Prav tako je znano kot bibavično območje, ki je površina, kjer stopnja plime vpliva na razmere v območju.
Ocean lahko razdelimo v tri območja glede na gostoto: površinsko območje, piknoklina in globoko območje. Površinsko območje, imenovano tudi mešana plast, se nanaša na najvišjo gostoto območja oceana. Temperatura in slanost sta na tem območju relativno konstantni z globino, zaradi tokov in valovanja. Površinsko območje vsebuje oceansko vodo, ki je v stiku z atmosfero in v fotičnem območju. Površinsko območje ima najmanj gosto vodo in predstavlja približno 2% celotnega obsega oceanske vode. Površinsko območje se običajno giblje med globino 500 do 3300 metrov pod oceansko površino, vendar se to lahko precej razlikuje. V nekaterih primerih je lahko površinsko območje povsem neobstoječe. Površinsko območje je v tropih običajno debelejše kot v regijah z višjo zemljepisno širino. Prehod na hladnejše, gostejše vode je bolj nenaden v tropih kot v regijah z višjimi zemljepisnimi širinami. Piknoklina se nanaša na območje, kjer se gostota bistveno povečuje z globino predvsem zaradi zmanjšanja temperature. Piknoklina učinkovito ločuje površinsko območje nižje gostote zgoraj, z višjo gostoto globokega območja spodaj. Piknoklina predstavlja približno 18% celotnega volumna oceanske vode. Globoko območje se nanaša na najnižje območje gostote oceana. Globoko območje se običajno začne v globinah pod 3.300 metrov v srednjih zemljepisnih širinah. Območje je podvrženo malenkostnim spremembam v gostoti vode z globino. Globoko območje predstavlja približno 80% celotnega volumna oceanske vode. Vsebuje relativno hladnejšo in stabilno vodo.
Če območje opravi dramatične spremembe temperature z globino, vsebuje termoklino. Tropska termoklina je običajno globlje od termokline na višjih zemljepisnih širinah. Polarne vode, ki prejemajo relativno malo sončne energije, niso razdeljeni glede na temperaturo in na splošno nimajo termokline, ker so površinske vode na polarnih geografskih širinah skoraj tako mrzle, kot voda v večjih globinah. Pod termoklino, je voda zelo hladna, od -1 °C do 3 °C. Ker ta globoka in hladna plast vsebuje glavnino oceanske vode, je povprečna temperatura svetovnega oceana 3,9 °C Če območje opravi dramatične spremembe v slanosti z globino, vsebuje haloklino. Če je območje močno podvržen vertikalnemu kemijskemu gradientu z globino, vsebuje kemoklino.
Haloklina pogosto sovpada s termoklino in kombinacija ustvarja izrazito piknoklino.

## Raziskave
Potovanja z ladjo po oceanih sega v prazgodovino, vendar je obsežnejše podvodno raziskovanje postalo mogoče šele v sodobnem času.
Najgloblja točka v oceanu je Marianski jarek, ki se nahaja v Tihem oceanu v bližini Severnega Marijanskega otočja. Njegova največja globina je ocenjena na 10.971 metrov  (plus ali minus 11 metrov; glej članek Marianski jarek za razpravo o različnih ocenah največje globine.) Britansko plovilo Challenger II je izmerilo jarek leta 1951 in imenovalo najgloblji del jarka "Challenger Deep". Leta 1960 so Tržačani uspešno dosegli dno jarka z batiskafom Trieste in posadko dveh moških.

## Podnebje
Oceanski tokovi močno vplivajo na podnebje Zemlje s prenosom toplote iz tropskih do polarnih območjih. Prenos toplega ali hladnega zraka in padavin na obalna območja potem vetrovi nosijo v notranjost. Površina tople in sveže vode ustvarjata globalni gradient gostote, ki vodi termohalinski obtok dela obsežne cirkulacije v oceanih. Ta igra pomembno vlogo pri oskrbi s toploto na polarnih območjih in s tem pri urejanju morskega ledu. Spremembe v termohalinskem obtoku so mislili, da imajo pomemben vpliv na obseg zemeljskega sevanja. V kolikor termohalinsko kroženje ureja hitrost, s katero globoke vode dosežejo površino, lahko tudi bistveno vplivajo na atmosfersko koncentracijo ogljikovega dioksida.
Pogosto je navedeno, da je termohalinski obtok glavni razlog, da je podnebje zahodne Evrope tako zmerno. Alternativna hipoteza trdi, da je to v veliki meri napačno in da je Evropa topla predvsem zato, ker leži na vetrni strani glede oceansko kotlino, saj atmosferski valovi prinašajo topel zrak severno od subtropov.
Antarktični cirkumpolarni tok obkroža to celino in vpliva na podnebje na območju in povezovanje tokov v različnih oceanih.
Ena izmed najbolj dramatičnih oblik vremena, ki se pojavi nad oceani so tropski cikloni (imenovani tudi "tajfun" in "orkan", odvisno od tega kje se oblikuje sistem.

## Biologija
Ocean ima pomemben vpliv na biosfero. Oceansko izhlapevanje, kot faza vodnega cikla, je vir večine padavin in oceanske temperature določajo podnebje in vetrne vzorce, ki vplivajo na življenje na kopnem. Življenje v oceanu se je razvilo 3 milijarde let pred življenjem na kopnem. Oba, globina in oddaljenost od obale, močno vplivata na biotsko raznovrstnost rastlin in živali, ki so prisotne v posamezni regiji.
Avtohtone oblike življenja v oceanih obsegajo:
- Ribe;
- Radiata, kot so klobučnjaki (ožigalkarji);
- Kiti, kot so kit, delfini in pliskavke;
- Glavonožci, kot so hobotnice in lignji;
- Raki, kot so jastogi, školjke, kozice, kril;
- Morski črvi;
- Plankton; in
- Iglokožci, kot so kačjerepi, morske zvezde, brizgači in morski kovanci.

Poleg tega so številne kopenske živali, prilagojene živeti velik del svojega življenja v oceanih. Na primer morske ptice so raznolika skupina ptic, ki so se prilagodile na življenje v glavnem na oceanih. Hranijo se z morskimi živalmi in preživijo večino svojega življenja na vodi, mnoge odhajajo na kopno zaradi vzreje mladičev. Druge ptice, ki so prilagojene na oceane kot svoj življenjski prostor so pingvini, galebi in pelikani. Sedem vrst morskih želv tudi večino svojega časa preživi v oceanih.

## Oceanska površina
| Značilnost                            | Oceanske vode v polarnih regijah | Oceanske vode v toplejših regijah | Oceanske vode v tropskih regijah |
| ------------------------------------- | -------------------------------- | --------------------------------- | -------------------------------- |
| Padavine vs. izhlapevanje             | P > E                            | P > E                             | E > P                            |
| Površinska temperatura pozimi         | −2 °C                            | 5 to 20 °C                        | 20 to 25 °C                      |
| Poprečna slanost                      | 28‰ to 32‰                       | 35‰                               | 35‰ to 37‰                       |
| Letna nihanja temperature zraka       | ≤ 40ªC                           | 10 °C                             | < 5 °C                           |
| Letna nihanja temperature morske vode | < 5ªC                            | 10 °C                             | < 5 °C                           |

## Zunajzemeljski oceani
Čeprav je Zemlja edini znani planet z velikimi stabilnimi telesi tekoče vode na površini in edina v sončnem sistemu, so tudi druga nebesna telesa za katere mislijo, da imajo velike oceane. Raziskujejo prisotnost vode na planetih kot so Mars, Venera, Uran, Jupiter in Saturn, naravnih satelitih Titan, Europa in z manj možnosti Kalisto, Ganimed in Triton. Gejzirje so našli na Saturnovi luni Enkelad.